# Michel Ey
Michel Ey (Sant Esteve del Monestir, 9 de març del 1922 - 23 d'abril del 2010) va ser un agricultor i polític rossellonès alcalde de Sant Esteve durant 36 anys (1959-1994).

## Biografia
Després d'estudiar a l'escola primària del poble, continuà la formació al liceu Aragó de Perpinyà. Als 18 anys s'enrolà als Compagnons de France i feu feines de suport a francesos empresonats per la mundial i a les seves famílies. Va ser enrolat al Servei de Treball Obligatori i al juny del 1943 hom l'envià a Múnic a treballar a la fàbrica BMW.
En acabada la guerra i de tornada al seu poble natal, compaginà la seva professió agrícola amb la participació associativa. Va ser elegit batlle de Sant Esteve el 1959, i fou reelegit successivament fins que el 1995 el reemplaçà Yves Rousselot; Ey pertanyia a la Union pour la démocratie française. Durant el seu mandat, Sant Esteve es beneficià de la seva proximitat a Perpinyà i la població passà de 1.500 a 9.000 habitants convertint-se en una de les comunes més grans del Rosselló. Entre els anys 1973 i 1994, Ey també va ser Conseller General del seu cantó (primer, quan era Perpinyà-7 i després, quan Sant Esteve se n'independitzà, del cantó de Sant Esteve). El 1990 feia vint-i-tres anys que era vicepresident de la cooperativa departamental d'Habitatges de Protecció Oficial (HLM en francès).
La seva explotació agrícola produïa el 1990 mil hectòlitres de muscat i "tones de fruita". Casat amb Jeanne Baylet, el matrimoni tingué dos fills, Georges (2 d'abril del 1948) i Gérard (16 de febrer del 1952; empresari agrícola com el seu pare).